# Hedda Wagner
Hedda Wagner (* 21. Januar 1876 in Niedernhart; † 24. März 1950 in Linz), Hedwig Elisabeth Maria Wagner, war eine österreichische Schriftstellerin, Komponistin, Musikpädagogin und Frauenrechtlerin.

## Leben
Hedda Wagner war die Tochter eines Arztes und wuchs gutbürgerlich und ohne finanzielle Not auf. Ihr Vater war ein Freidenker und fühlte sich keiner Konfession zugehörig; dieses Denken prägte die junge Maria. Entsprechend ihren Begabungen und finanziellen Möglichkeiten lernte sie mehrere Fremdsprachen, wie Englisch, Französisch, Italienisch, Russisch, Tschechisch, Latein, Griechisch, Hebräisch, später auch Sanskrit. Nach dem Besuch privater Ausbildungsstätten absolvierte sie 1896 die Staatsprüfung für Klavier, Musiktheorie und Kompositionslehre mit Auszeichnung in Wien.
1912 wurde sie Mitglied der SDAP und war in deren Landesbildungs-Ausschuss aktiv. 1912 bis 1929 arbeitete Wagner als freie Mitarbeiterin des sozialdemokratischen „Tagblatts“ in Linz, dann bis 1934 als Festangestellte. Sie übernahm 1923 die Redaktion der sonntäglichen Frauenbeilage des Tagblatts, sie schrieb dafür Fortsetzungsromane, Zeitungsartikel und Kurzgeschichten. Hier griff sie Alltagsthemen auf, trug zur Unterhaltung bei und sprach Zukunftsvorstellungen, Werte und Hoffnungen der Frauen an.
1934 ging sie in Pension, als sie durch die Regierung Schreibverbot erhielt.
Hedda Wagner blieb unverheiratet und lebte mit ihrer Mutter zusammen. Mit deren Tod 1927 verlor sie ihre finanzielle Sicherheit. Nach 1938 lebte sie von Mieteinnahmen aus ihrem Hause, von Nachhilfestunden und dem Erteilen von Musikunterricht.

## Wirken
Hedda Wagner erlebte die Zeiten der Habsburger Monarchie, den Ersten Weltkrieg, die Erste Republik, die nationalsozialistische Diktatur, den Zweiten Weltkrieg sowie die unmittelbare Nachkriegszeit. Davon geprägt widmete sie sich der historischen Frauen- und Geschlechterforschung, verbunden mit den geistigen Strömungen und den politischen Auseinandersetzungen ihrer Zeit, wie Expressionismus und Sozialismus. Wagner stand anfänglich der Sozialdemokratie nahe, wandte sich aber nach dem Verbot der Partei 1933 und unter dem Einfluss der Lektüre Arthur Schopenhauers dem Buddhismus zu.
Ihre ersten künstlerischen Arbeiten entstanden vor dem Ersten Weltkrieg. Zunächst entstanden dramatische Erzählungen, später Romane und Lyrik. Dabei bezog sie Stellung zu den politischen Auseinandersetzungen ihrer Zeit und zeigte ihre Abneigung gegen soziale Ungleichheit und Gewalt. Sie gelangte dahin, den Krieg abzulehnen, was bisweilen zu Verboten und zur Zensur ihrer Werke führte.
1928 erschien ein Sammelband mit 65 Gedichten unter dem Titel Im Zeichen der roten Nelke, von denen einige vertont wurden. In den 1930er Jahren beschäftigte sie sich vermehrt mit Literatur und Musik. Insgesamt schrieb Wagner 15 Romane und 259 Lieder. Von ihren musikalischen Werken, wie „Das Spiel vom letzten Krieg“, 1924, wurden nur wenige aufgeführt.
Erst nach 1945 hat man ihre Arbeit breiter anerkannt, sie wurde 1947 mit einer Hedda Wagner-Feier in Linz geehrt. Danach gewann sie als Heimatdichterin regionale Aufmerksamkeit, konnte sich aber aufgrund einer Krankheit und überstandener Entbehrungen über diese späte Anerkennung nicht mehr richtig freuen.

## Verdienst
Hedda Wagner lehrte die Menschen durch ihre Werke Mut zu einem selbstbestimmten Leben und „ein Leben abseits aller Konventionen zu leben, sich nicht von den Parolen ihrer Zeit verwirren zu lassen und ihren Idealen bis an ihr Lebensende treu zu bleiben.“
Hedda Wagner war mit dem jüdischen Arzt Eduard Bloch, dem früheren Hausarzt von Adolf Hitlers Mutter bekannt. Ihm widmete sie 1935/1936 einen Roman.

## Werke
- (Übersetzung): Alte und neue Kritik des Buddhismus. In: Bhikkhu Ananda Metteyya: Die drei Merkmale. O. Schloss, München-Neubiberg 1924, DNB
- Im Zeichen der roten Nelke. Gedichte zu Parteifeiern. Linzer Volksbuchhandlung „Gutenberg“, Linz 1928, OBV
- Stadt der Flammen. Ein Alt-Linzer Roman. Ibis-Verlag, Linz 1946, OBV